# Gonioplectrus
Gonioplectrus is een geslacht van straalvinnige vissen uit de familie van de zaag- of zeebaarzen (Serranidae).

## Soorten
De volgende soorten zijn bij het geslacht ingedeeld:
- Gonioplectrus hispanus (Cuvier, 1828)